# Dirk Brengelmann

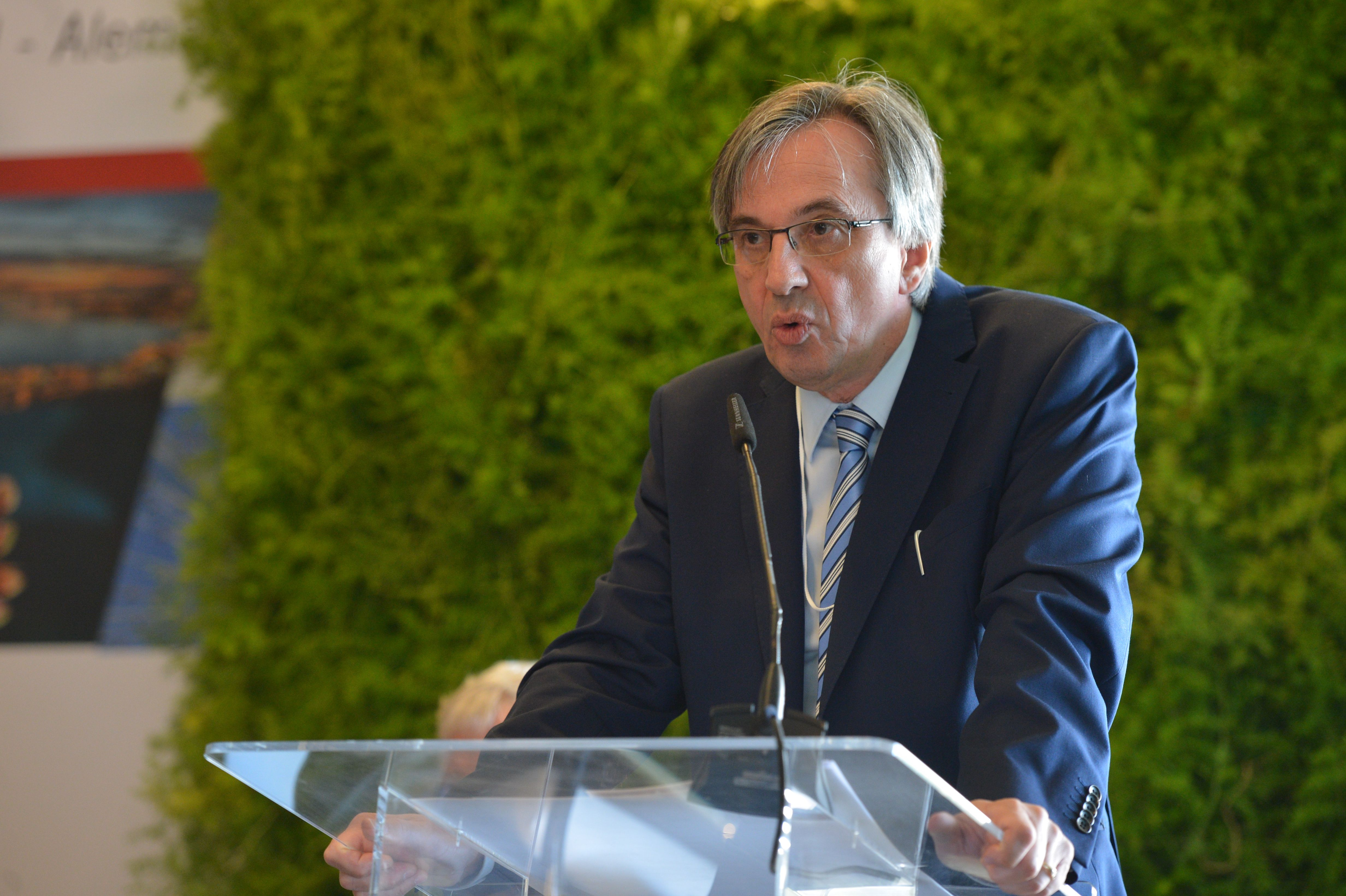
Dirk Brengelmann (2015)

Dirk Brengelmann (* 1956) ist ein deutscher Diplomat im Ruhestand. Zuletzt war er von 2016 bis 2021 Deutscher Botschafter in den Niederlanden.

## Werdegang
Brengelmann begann nach dem Abitur 1974 ein Studium der Fächer Volkswirtschaftslehre, Betriebswirtschaftslehre und Geschichtswissenschaften an der Ruprecht-Karls-Universität Heidelberg sowie der Universität Hamburg, das er 1980 abschloss. Im Anschluss begann er seine berufliche Tätigkeit bei der Westdeutschen Landesbank in Düsseldorf und war dort bis 1984 im Bereich Investmentbanking tätig, wobei er zwischenzeitlich von 1981 bis 1983 bei der Filiale der Westdeutschen Landesbank in Tokio eingesetzt war.
1984 begann er den Vorbereitungsdienst für den höheren Auswärtigen Dienst und trat nach dessen Abschluss 1986 in das Auswärtige Amt ein, in dem er erst Persönlicher Referent eines Staatsministers im Auswärtigen Amt und danach zwischen 1987 und 1989 Ständiger Vertreter des Botschafters in Haiti war. Nach einer darauf folgenden Verwendung von 1989 bis 1992 als Politischer Referent an der Botschaft im Vereinigten Königreich war er zwischen 1992 und 1997 Stellvertretender Europäischer Korrespondent im Auswärtigen Amt und danach von 1997 bis 2000 Botschaftsrat für Politische Angelegenheiten an der Botschaft in den USA.
Im Jahr 2000 übernahm Brengelmann die Funktion als stellvertretender Leiter des Büros von NATO-Generalsekretär George Robertson in Brüssel und im Anschluss von 2003 bis 2006 als Referatsleiter im Bundeskanzleramt in Berlin. Nachdem er zwischen 2006 und 2008 Leiter des Referats Sicherheits- und Verteidigungspolitik im Auswärtigen Amt war, fungierte er von 2008 bis 2010 als Gesandter der Ständigen Vertretung der Bundesrepublik Deutschland bei der NATO in Brüssel und war anschließend zwischen 2010 und 2013 Beigeordneter NATO-Generalsekretär für Politische Angelegenheiten und Sicherheitspolitik in Brüssel. Danach bekleidete er von 2013 bis 2014 im Auswärtigen Amt die neu geschaffene Funktion als Sonderbeauftragter für Cyber-Außenpolitik.
Im August 2014 wurde Brengelmann Botschafter der Bundesrepublik Deutschland in Brasilien und damit Nachfolger von Wilfried Grolig, der in den Ruhestand getreten war. Im August 2016 wechselte er als Botschafter an die Botschaft der Bundesrepublik Deutschland in den Niederlanden. Dort blieb er bis zu seinem Eintritt in den Ruhestand Mitte 2021.
Brengelmann ist seit 20217 Mitglied des Kuratoriums der Bonner Akademie für Forschung und Lehre praktischer Politik.